# Doorsteek van Caestert

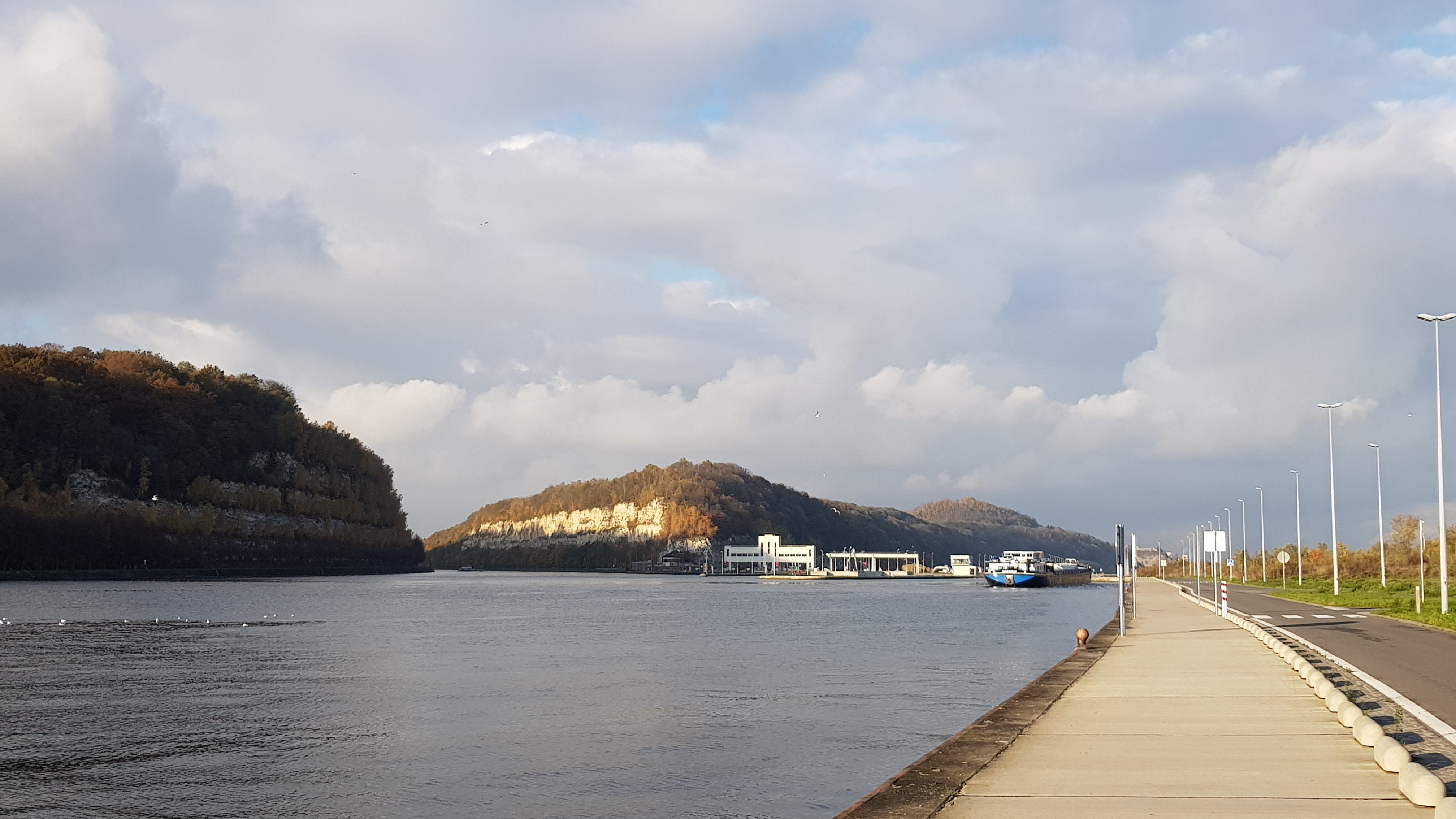
Albertkanaal ter hoogte van het Plateau van Caestert met rechts de sluizen van Ternaaien en links de kloof door de berg

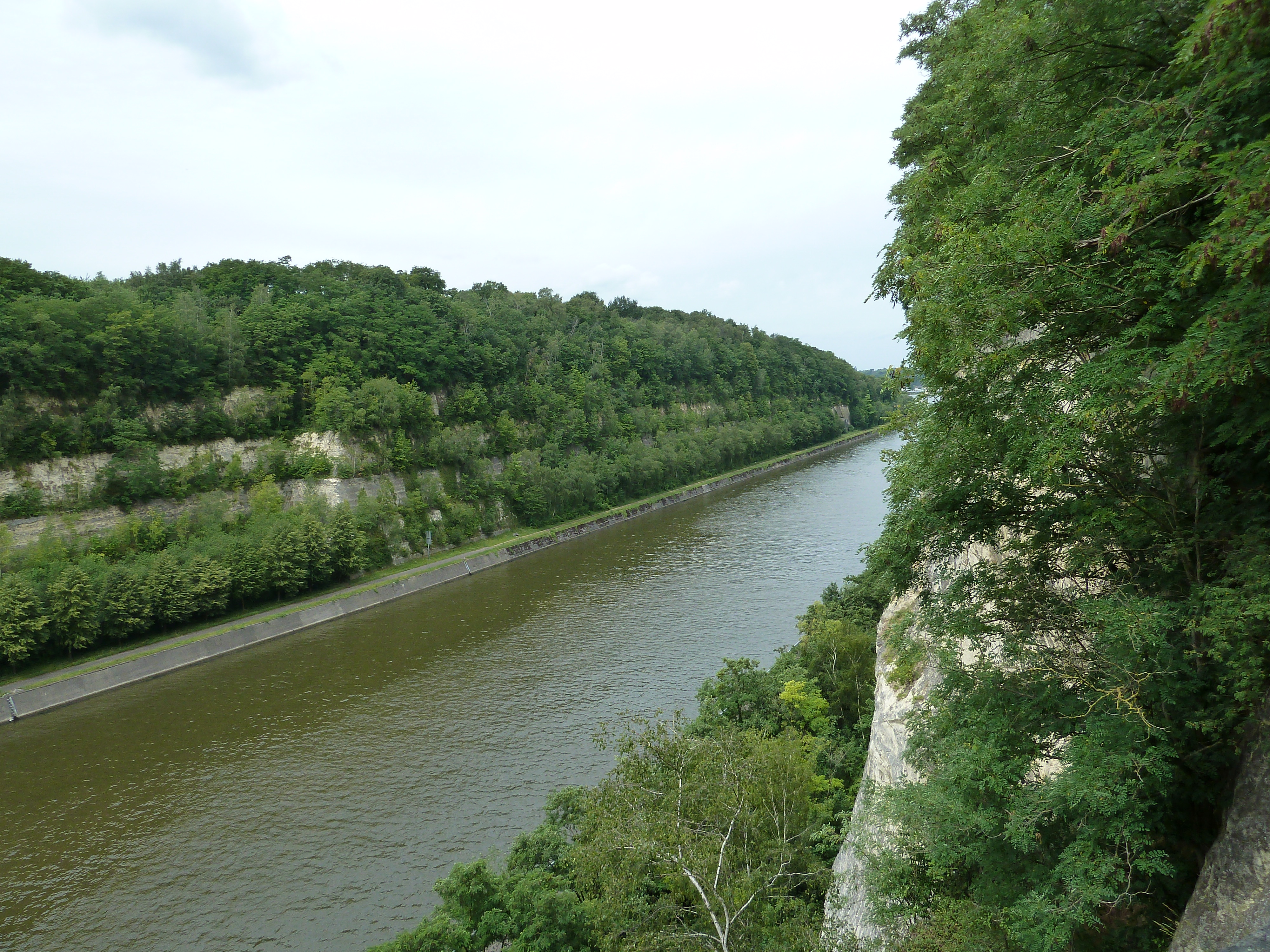
Uitzicht op de doorsteek met het Albertkanaal vanaf het noordelijke deel van het plateau

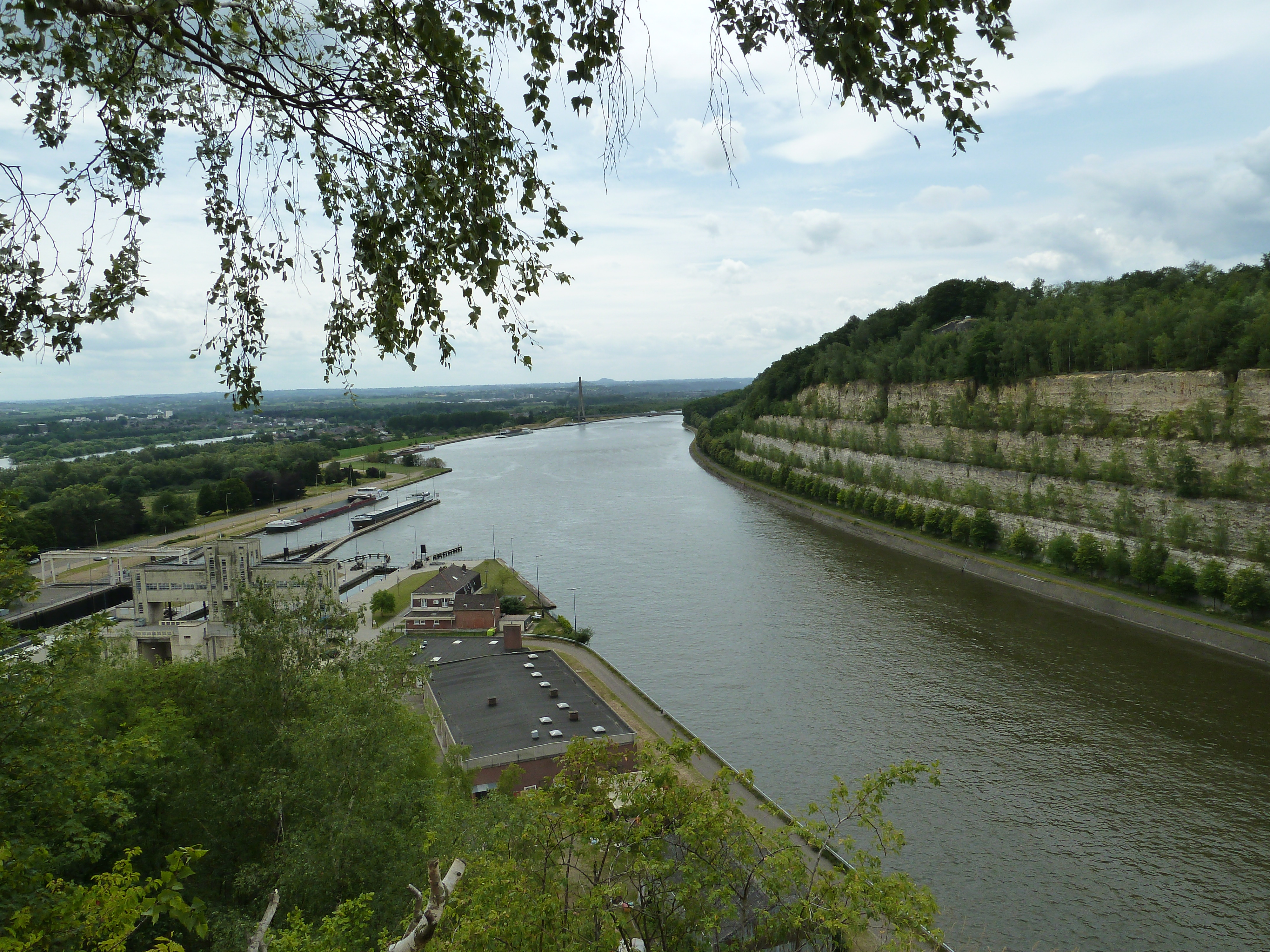
Uitzicht op de doorsteek met het Albertkanaal vanaf het noordelijke deel van het plateau

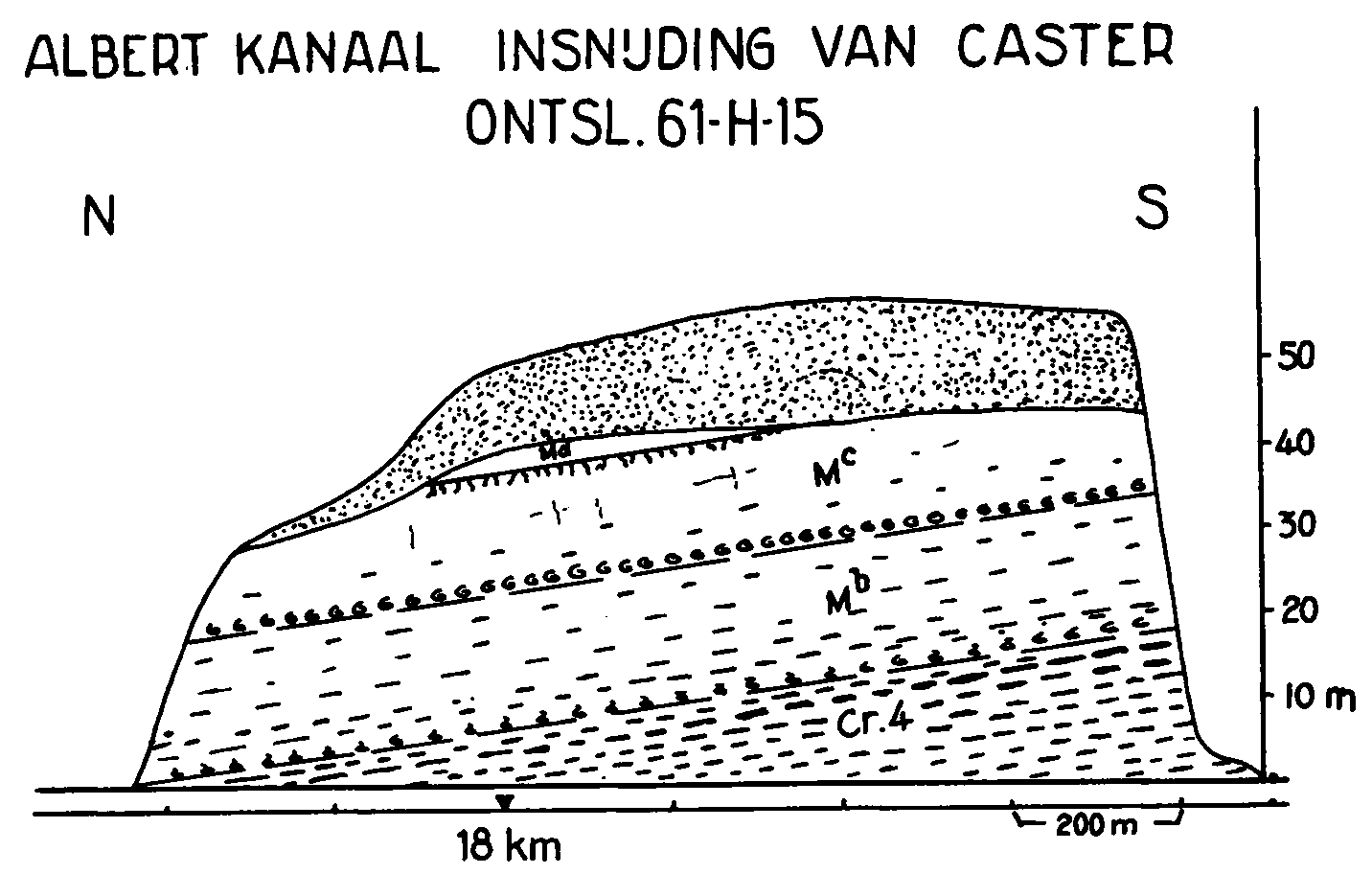
Geologisch profiel van de doorsteek van Caestert met van boven naar beneden allereerst de afzettingen van grind, zand en löss, daaronder achtereenvolgens Kalksteen van Meerssen (Md), Kalksteen van Nekum (Mc), Kalksteen van Emael t/m Gronsveld (Mb), Kalksteen van Lanaye (Cr4)

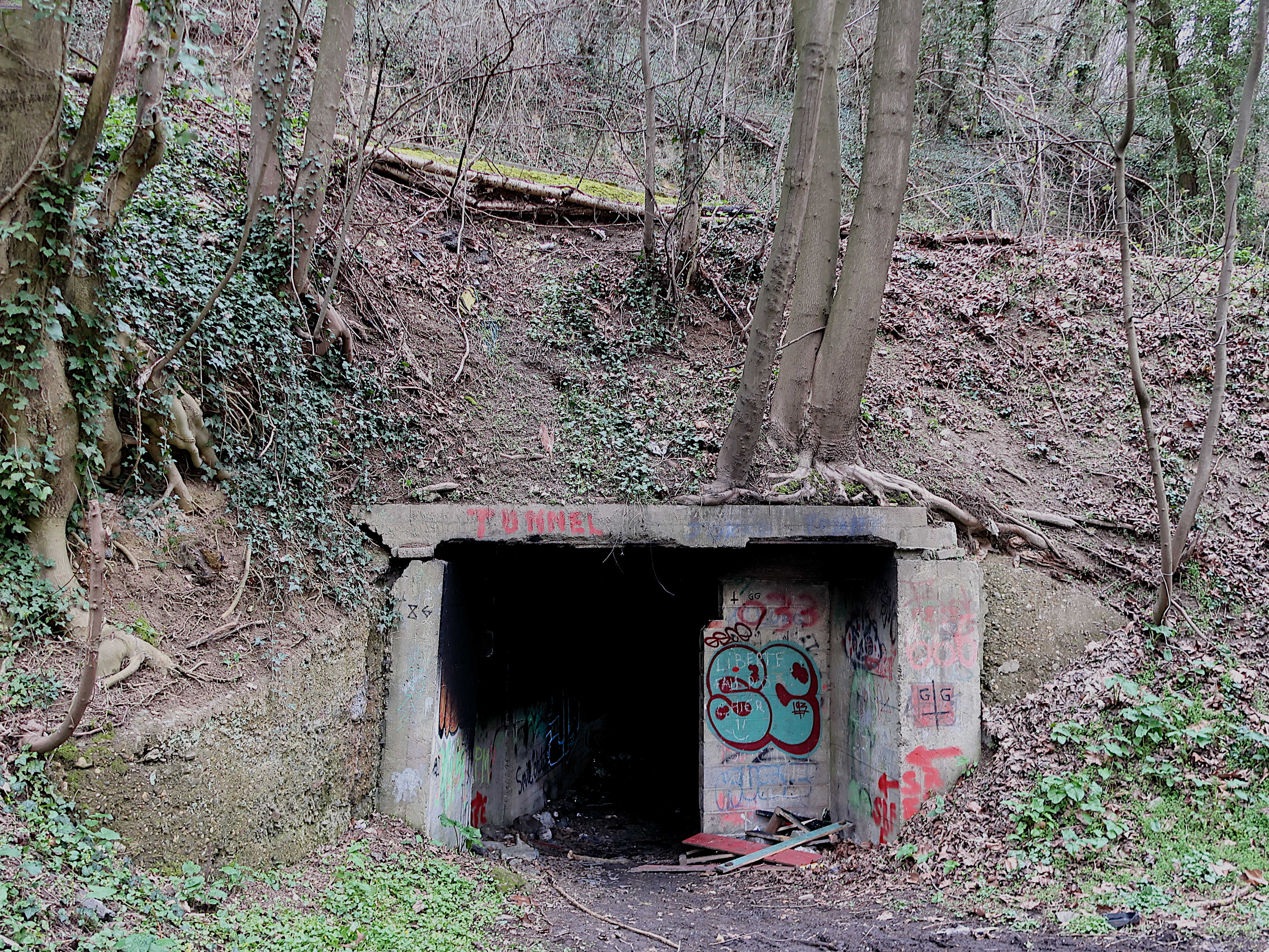
Ingang van de tunnel in Ternaaien in 2023

De Doorsteek van Caestert of Doorsteek van Ternaaien (Frans: Tranchée de Caster) is een kunstmatige kloof en afgraving op de grens van de Belgische gemeentes Bitsingen (Bassenge) en Wezet (Visé). De kloof door de bergrug van het plateau van Caestert heeft steile wanden en is uitgegraven voor de aanleg van het Albertkanaal. Hij ligt op Belgisch gebied tussen Klein-Ternaaien in het Maasdal en Kanne in het Jekerdal.
Ten noorden van de kloof ligt op het plateau de Oppidum Caestert, evenals de dagbouw kalksteengroeve Verloren Vallei en de ondergrondse Groeve Ternaaien-Beneden. Ten zuiden van de kloof ligt het Fort Eben-Emael en het natuurgebied Thier des Vignes met verschillende kalksteengroeves. Ten oosten van de kloof bevinden zich de Sluizen van Ternaaien.
Over de berg liep van Maastricht naar Luik de eeuwenoude Luikerweg. Deze weg werd door het afgraven van de ENCI-groeve onderbroken, en door de doorsteek nog een tweede maal.

## Geografie
Het Plateau van Caestert, dat deel uitmaakt van de Sint-Pietersberg, is relatief smal en langgerekt, met een lengte van ruim acht kilometer. In het uiterste zuidwesten gaat het over in het Haspengouws Plateau, terwijl het aan de zuidoost- en noordwestzijde begrensd wordt door twee rivierdalen: aan de noordwestzijde het dal van de Jeker en in het zuidoosten het dal van de Maas. De doorsteek deelt het plateau in twee delen die dus door een diepe kloof van elkaar worden gescheiden.
Ter plaatse was de Sint-Pietersberg tot 119 meter hoog boven de zeespiegel, terwijl de bodem van het kanaal op 56 meter boven de zeespiegel kwam te liggen. De doorsnijding heeft daarmee een hoogte van 63 meter en een lengte door de berg van 1,7 kilometer. In Kanne hoefde het kanaal slechts vier meter uitgegraven te  worden. De wanden van de doorsteek zijn erg steil.

## Geologie
De gesteenten in de ondergrond van de Sint-Pietersberg zijn gevormd aan het einde van het Krijttijdperk. De hier aangetroffen gesteenten behoren tot de Formatie van Maastricht en de Formatie van Gulpen, en bestaan voornamelijk uit kalksteen ("Limburgse mergel"), afgewisseld met vuurstenen concreties. Daar bovenop bevinden zich latere afzettingen van zand, grind en löss die het gesteente afdekken.
Ter plaatse bestonden de bovenste 12 tot 15 meter uit kiezelachtige grond met löss, terwijl de rest bestond uit kalksteen.

## Geschiedenis
Aan het begin van de 20e eeuw was het stelsel van Belgische en Franse kanalen richting het Maasgebied in het noorden vanaf Luik verbonden via het parallel aan de Maas lopende Kanaal Luik-Maastricht (1845-1850), dat aan de noordkant van Maastricht vanaf het Bassin toegang gaf tot de Zuid-Willemsvaart (1817-1826). Deze kanaalverbinding van Maastricht met 's-Hertogenbosch was op Belgisch gebied verbonden met de Kempische kanalen en bood verbindingen met de Haven van Antwerpen, Rotterdam en andere Noordzeehavens. Van Luik naar Maastricht was het scheepvaartverkeer overbelast, mede als gevolg van zes sluizen, 27 beweegbare bruggen en twee beweegbare passerellen, die op het traject van 25 kilometer de scheepvaart vertraagden. Om de problemen aan te pakken was er Belgisch-Nederlands overleg, maar de Nederlanders haakten uiteindelijk af, mogelijk om protectionistische redenen. 
In 1921 besloot de Nederlandse regering het probleem aan te pakken door op Nederlands grondgebied het Julianakanaal aan te leggen van Maastricht tot Maasbracht. Van 1925 tot 1935 werd dit kanaal aangelegd.
In België besloot de regering in 1928 eveneens tot de aanleg van een kanaal, dat het industriebekken van Luik rechtstreeks moest verbinden met het Belgisch-Limburgse kolenbekken en door zou lopen naar Antwerpen. In 1930 begon men met de bouw van dit kanaal (het Albertkanaal), die in 1939 werd afgerond. Maar om het Limburgse kolenbekken over Belgisch gebied te kunnen bereiken moest dus door de Sint-Pietersberg de doorsteek van Caestert worden gegraven.

### Doorsteek door de Sint-Pietersberg
Voordat de kloof werd uitgegraven lag aan de oostzijde van het plateau de cementfabriek van Ternaaien, die daar in de bergwand kalksteen uitgroef. De (anno 2021 nog steeds aanwezige) rechte kalksteenwanden in een deel van de Thier des Vignes zijn de oude groevewand van de dagbouwgroeve. Deze fabriek lag precies binnen het beoogde tracé, maar wilde aanvankelijk niet voor het kanaal wijken. Er werd toen een alternatief tracé gepland voor het kanaal, waarbij men dan een deel van de Groeve Ternaaien-Beneden zou afgraven. Uiteindelijk gaf de cementfabriek haar verzet op en werd het oorspronkelijke tracé gevolgd. Ter plaatse waar de cementfabriek gestaan had, werd het kanaal extra breed om als zwaaikom en wachtruimte te dienen voor schepen die moeten wachten voor de schutsluizen van Ternaaien.
Vanaf eind februari tot in juli 1930 werd er door de Sint-Pietersberg een tunnel met dubbele tunnelbuis gegraven op de plaats van de geprojecteerde lengteas van het kanaal. Deze tunnelbuizen waren 1.300 meter lang, vier meter breed en twee meter hoog. Eveneens werd ongeveer 1.200 meter zuidelijker een 1.560 meter lange tunnel met dubbele tunnelbuis gegraven tussen Emael en Ternaaien. Deze tunnels dienden om de miljoenen kubieke meter grond die onder andere vrijkwam bij het graven van het kanaal in de Cannerberg, vanuit het Jekerdal te vervoeren naar het Maasdal. In het Maasdal werd de grond aan de westkant van het oude Kanaal Luik-Maastricht bij Thier de Lanaye en Thier des Vignes gebruikt om daar het grondniveau met tien meter te verhogen. Hier werd tien miljoen kubieke meter grond gestort. Aan de oostkant van het kanaal werd eveneens tussen Haccourt en Ternaaien grond gebruikt om de dijken langs het kanaal met tien meter te verhogen en te verbreden tot 200 meter. Over het kanaal in aanbouw werd daarvoor een tijdelijke dubbele ijzeren spoorbrug aangelegd. Treinen met wagons vol grond reden vanaf het westen van Kanne (afgraving Cannerberg) door de noordelijke tunnel door de Sint-Pietersberg naar Klein-Ternaaien en vandaar over de spoorweg naar de oostzijde van het kanaal, om de grond daar te storten voor de dijkverhoging. Dat gebeurde ook aan de andere kant van het kanaal:  vanaf het westen van Kanne (afgraving Cannerberg) reden treinen door de zuidelijke tunnel door de Sint-Pietersberg (tussen Emael en Ternaaien) om de grond ten westen van het kanaal te storten. De grond werd zo maximaal vijftien kilometer vervoerd van afgraving tot ophoging. In Kanne lag een spoorwegknooppunt. Er passeerde daar in totaal twaalf tot dertien miljoen kubieke meter grond.
Wanneer de doorsnijding door de Cannerberg en verder (tussen Kanne en Kesselt) voltooid zou zijn, zou de noordelijke tunnel gebruikt gaan worden voor de afvoer van grond die vrijkwam bij het graven van de kloof voor het kanaal door de Sint-Pietersberg. Aangezien de afgraving in de Cannerberg nog niet voltooid was, werden er in de Sint-Pietersberg tijdelijke werktunnels aangelegd voor de afvoer van de afgegraven grond op de Sint-Pietersberg. Een van die tunnels was 225 meter lang en lag slechts ongeveer 45 meter onder het oppervlak van het plateau. Na 150 meter waren er verticale schachten geboord naar het plateauoppervlak en die werden gebruikt om de afgegraven grond op de berg naar beneden te storten in de wagonnetjes. Toen de afgraving van de berg ver gevorderd was werden ook de transporttunnels afgegraven. De gewonnen kalksteen zou per trein vervoerd zijn naar de ENCI in Maastricht.

### Verbreding kanaal
In de jaren 1970 werd het Albertkanaal verbreed en werd er in de doorsteek nog een strook van de Sint-Pietersberg afgegraven. Rond 1970 werd er tussen het Albertkanaal en de ENCI-fabriek een transportweg aangelegd (waarbij de ingang van de Caestertgroeve in het Jekerdal werd dichtgestort). Via deze weg, die de naam Silexweg draagt, werd de afgegraven mergel afgevoerd naar de ENCI.

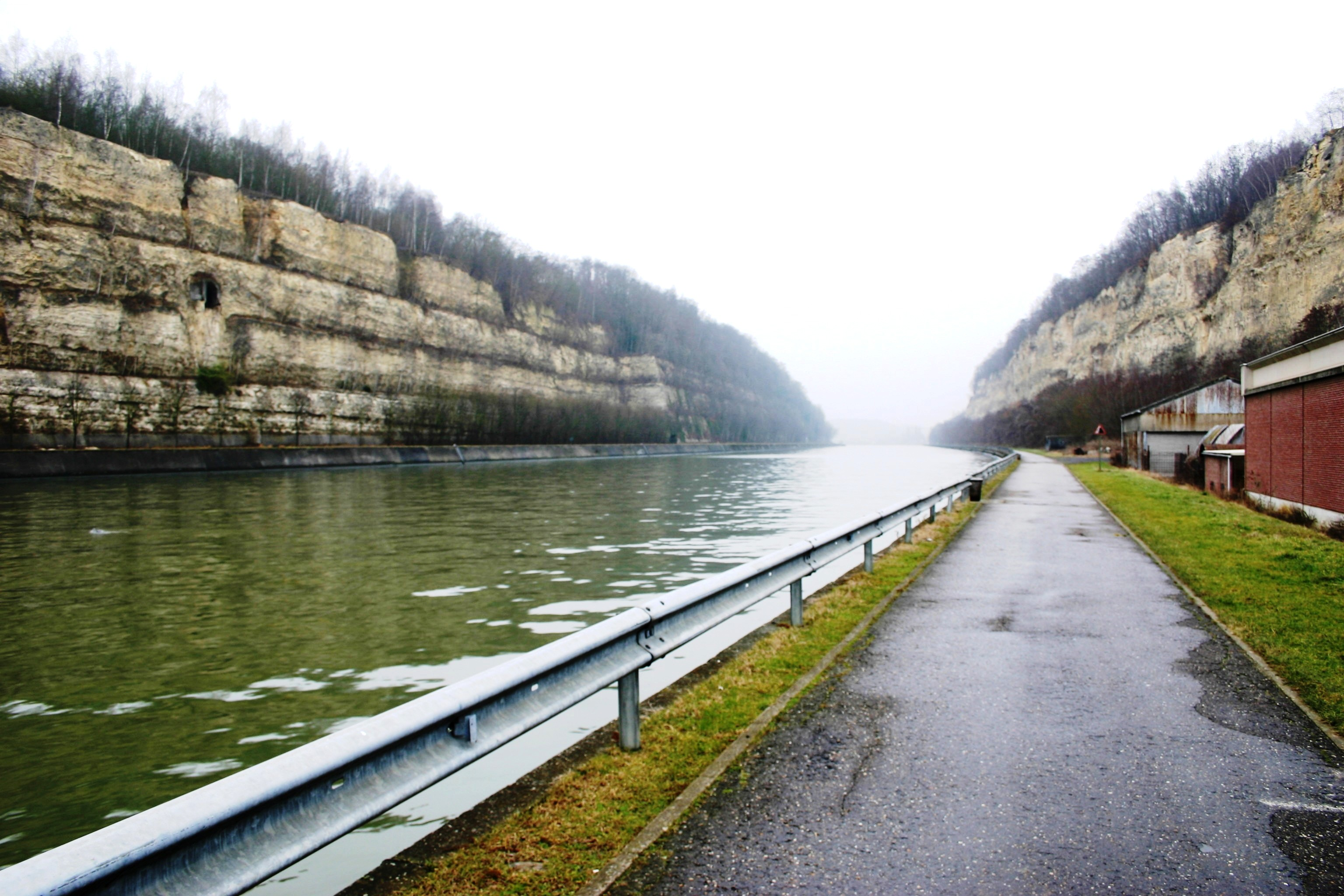
De Doorsteek van Caestert gezien vanaf de Sluizen van Ternaaien richting Kanne
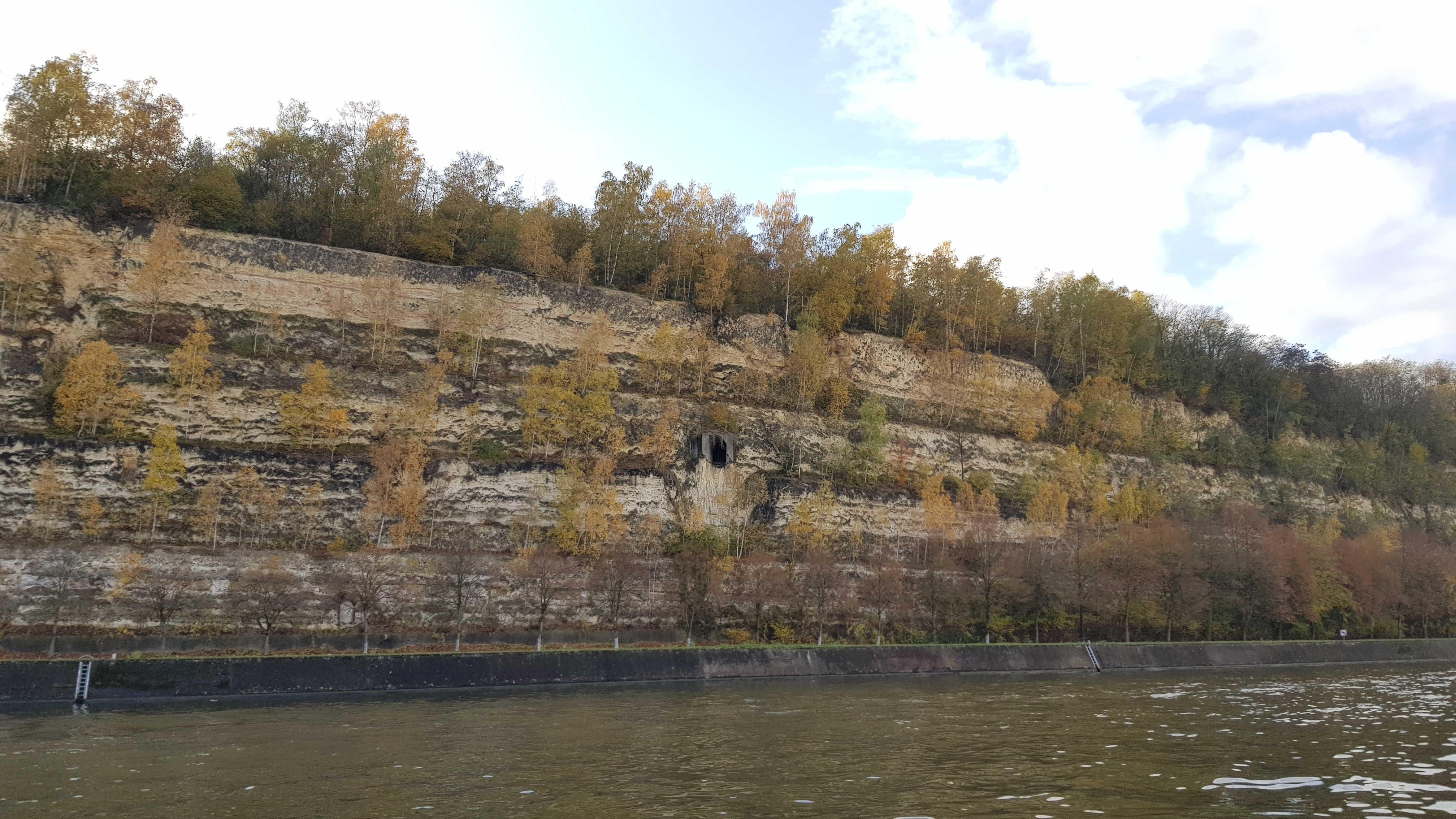
Zuidwand van de kloof
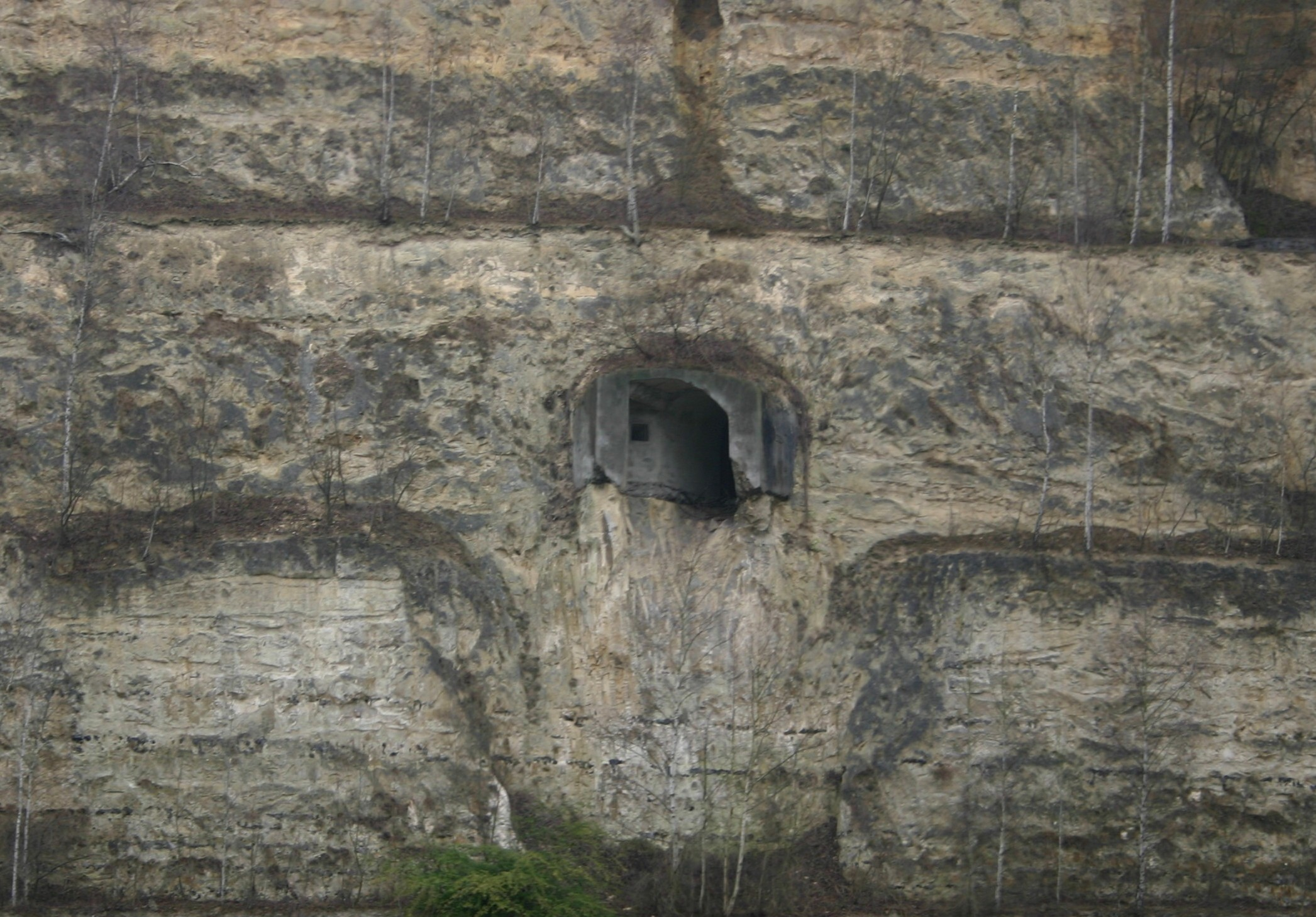
Schietschacht van Fort Eben-Emael uitkijkend op het kanaal
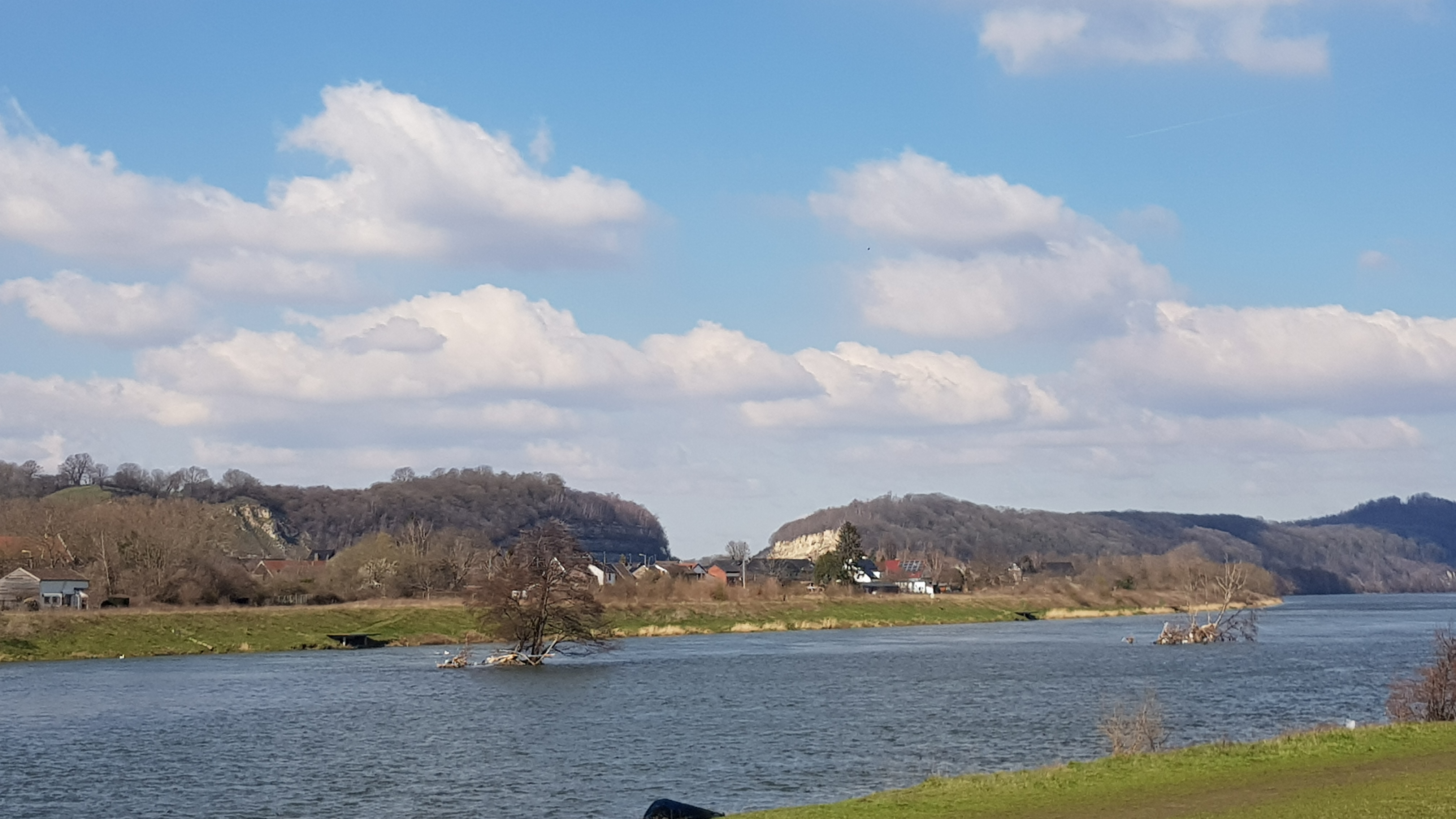
De doorsteek gezien vanaf Eijsden